# Pražská akciová tiskárna
Pražská akciová tiskárna je zaniklá firma v Praze v ulici Opletalova, jejíž bývalé provozní budovy byly zbořeny spolu se sousedním domem U Turků na nároží Opletalovy ulice a Václavského náměstí (č. o. 1) kvůli výstavbě administrativního centra. Od roku 2002 byla chráněna jako kulturní památka České republiky.

## Historie
V roce 1880 začal Dr. Julius Grégr vyjednávati o koupi domu č. 3 v Mariánské ulici (druhý dům od Václavského náměstí). Byl to, v době tehdejší, známý pražský pivovar „U Turků“, budova značně rozložená, s velikým dvorem, kde se požahovaly sudy, a se zahradou. Po zrušení pivovaru odprodána byla Dr. Juliu Grégrovi nejdříve přízemní část domu, kde z bývalých sladovnických humen zřízena byla první vlastní tiskárna Národních Listů. Redakce, administrace a expedice se mohla na novou adresu nastěhovat o necelé dva roky později. „a to do prvního poschodí domu U Turků, kde jí vykázány byly tři místnosti: jeden menší pokoj a dva veliké, z nichž zadní byl spojen dveřmi s pracovnou Dr. Julia Grégra, jenž měl v prvním poschodí i rozsáhlý byt. Přístavbou byla z části dvora zřízena jednopatrová expedice a nad ní veliká terasa; část zahrady byla uchována, protože sazárna by nebyla měla světla. Administrace byla umístěna v přízemí.
Monika Horská, Národní listy 1910 - 1914
Vlastník Národních listů (založených roku 1862) Julius Grégr dal koncem 19. století upravit starší objekt v Mariánské ulici (Opletalova, Lützowova, Beethovenova) pro administrativu, redakci a tiskárnu (1909-1921 administrace a redakce Národních listů v Praze na Novém městě v Marianské ul. 3). Společníkem knihtiskárny a nakladatelství byl jeho bratr Eduard a ten se později stal jejich vlastníkem. Ředitelem listů byl syn Julia Grégra Prokop, který je vedl až do prodeje firmy.
PRAŽSKÁ AKCIOVÁ TISKÁRNA (tiskárna Národních Listů) zahájila právě svou činnost. Závod opatřen je nejmodernějšími písmy a nejdokonalejšími stroji novodobé techniky.
Pražská akciová tiskárna je zařízena k výrobě veškerých druhů tiskopisů a zejména může dodati v nejdokonalejším provedení: díla umělecká, obrazy, illustrovaná, díla odborná, publikace knižní, časopisy, prospekty a cirkuláře, cenníky, obchodní tiskopisy, akcie, společenské tiskopisy, oznámení sňatku, navštívenky, pozvánky všeho druhu.
Pražská akciová tiskárna provádí tisky jednobarevné i vícebarevné na strojích plochých a dodává také tisky potřebné v ohromných nákladech, za ceny neobyčejně levné. Rozpočty podá ochotně na požádání obratem úplně zdarma Ředitelství Pražské akciové tiskárny.
Národní listy, 22.1.1911
Dne 5. ledna 1910 převzal Dr. Karel Kramář a jeho společníci od rodiny Grégrovy „Národní Listy“. Přípravný výbor „Pražské akciové tiskárny“ zvolil pak na ustavující valné hromadě akciové společnosti správní radu a ředitelství pro řízení celého podniku. Tak se noviny i budovy dostaly do vlastnictví Pražské akciové tiskárny (PAT-Národní Listy). Deník se tímto prodejem stal oficiálním tiskovým orgánem Národní strany svobodomyslné, reprezentované především Karlem Kramářem a Aloisem Rašínem.
V první správní radě byli tehdy (vedle předsedy Dr. Kramáře) zvoleni: Dr. Karel Groš, Ing. Václav Havel, arch. J. Heberle, Dr. Josef Lucek, J. G. Maštálka, Dr. Václav Škarda a Dr. Zdeněk Tobolka, dále pak kooptováni továrník Boh. Čerych, prof. К. В. Mádl a Dr. František Vondrák. V pozdějších správních radách seděli Ing. Bohdan Bečka, Dr. Karel Malínský, Dr. Jan Herben, Dr. Josef Scheiner, Dr. Emil Miřička, Josef Škába, Rudolf Vitoušek, František Sís, prof. Dr. Boh. Němec, Dr. Josef Matoušek, Dr. Fr. Hodáč, Dr. Ladislav Rašín, Dr. Jan Hochman, Ing. Lad. Novák, Dr. V. Horák a další. Ing. Bohdan Bečka, který zastával řadu let post místopředsedy akc. spol. PAT-Národní Listy, byl po smrti Dr. Kramáře zvolen předsedou.
Firma vlastnila také sousední obchodní a nájemní dům čp. 819, v jehož dvoře se nacházel vlastní provoz tiskárny. V letech 1918-1938 zde sídlil ústřední tiskový orgán Československé národní demokracie Národní listy a v letech 1939–1941 ústřední list Národního souručenství. V dubnu 1941 byla vydavatelská činnost nacisty zastavena. Budovu koupila akciová společnost Sklárny a rafinerie, Josef Inwald (Glasfabriken und Raffinerien Josef Inwald A.-G., Beethovenstr. 3, Prag II).
Od roku 1945 zde sídlily Tiskové, vydavatelské a nakladatelské podniky JSČZ, BRÁZDA (Praha II., Třída Jana Opletala 3). Po rozpuštění Jednotného svazu českých zemědělců byl tiskový podnik v roce 1953 přejmenován na Státní zemědělské nakladatelství, národní podnik. Roku 1958 se tiskárna stala součástí tiskárenských závodů Mír, národní podnik, který vznikl po zestátnění tiskáren - vydavatelství Práce, Zemědělských novin a Mladé Fronty. Po roce 1989 tiskárenské závody zanikly. Přestože byl objekt roku 2002 zapsán do seznamu kulturních památek, byl od roku 2006 postupně demolován a definitivně zmizel roku 2013. Jeho památková ochrana zůstala pouze k pozemku.

## Budova
Původní klasicistní dům roku 1911 přestavěla podle návrhu Jana Čámského stavební firma Vácslava Havla ve stylu geometrické secese. O osm let později byly ve dvorním traktu přistavěny provozní budovy ve stylu industriální architektury halového charakteru.
Dům s kvalitní pozdně secesní architekturou měl jednu z nejstarších fasád z umělého kamene a navazoval tak na středověkou zástavbu Nového Města. Areál tvořila uliční třípodlažní administrativní budova a dvorní trakt s tiskárnou. Uliční průčelí, široké a symetricky koncipované ve stylu geometrizující secese, mělo v krajních osách umístěny segmentové vstupy. Okraje tohoto průčelí byly zvýrazněny mělkými rizality, ukončenými šestiboce zalamovanými štítovými nástavci. Jemně modelované geometrizující kompoziční prvky v rámcích byly provedeny v umělém kameni. Patra spojovalo tříramenné schodiště s kovaným zábradlím. Samostatně řešená východní část areálu navazovala na budovu, ve které později sídlila Česká tisková kancelář.